# Schwanzhammer

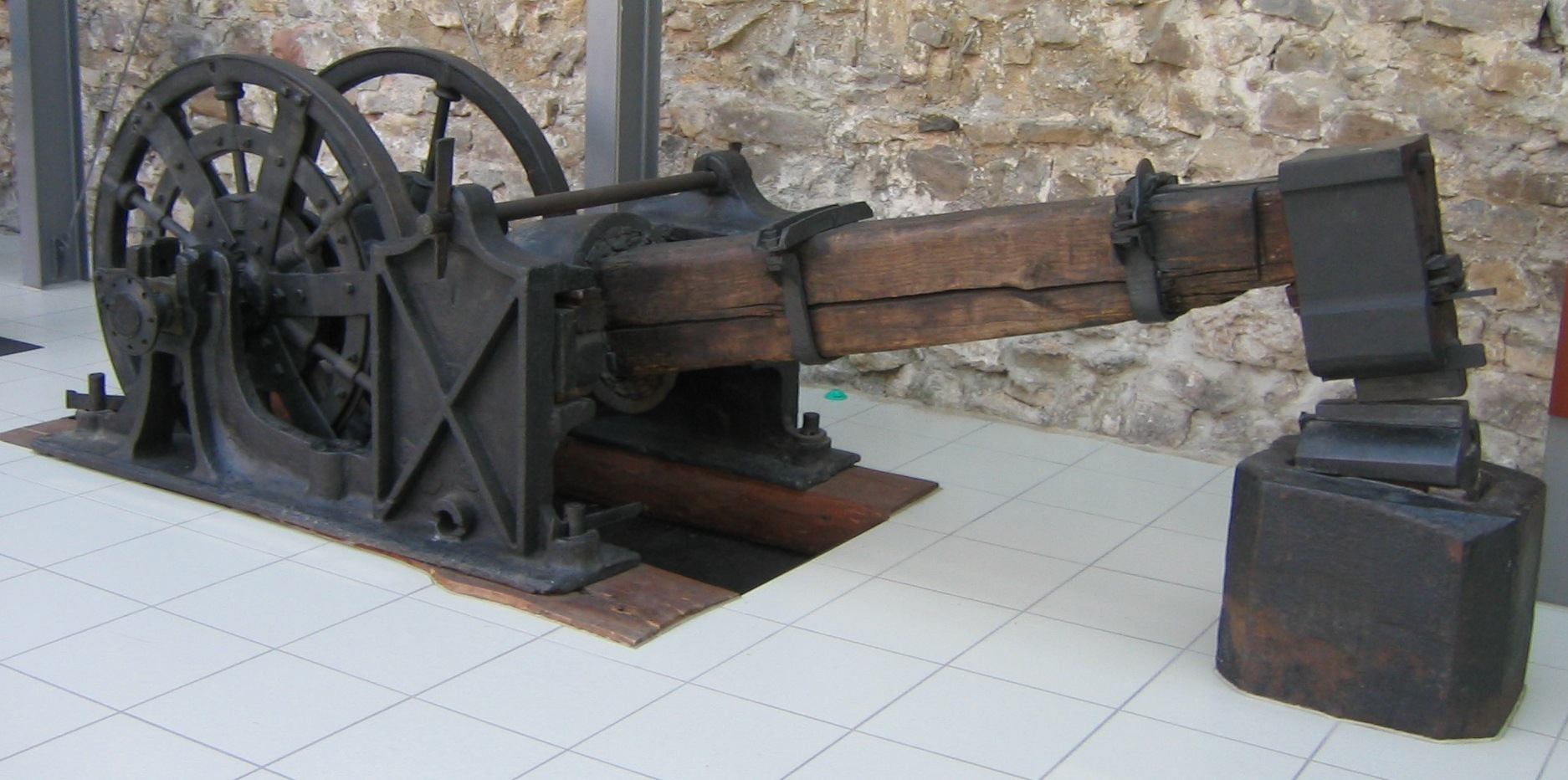
Schwanzhammer im Franziskanermuseum Villingen

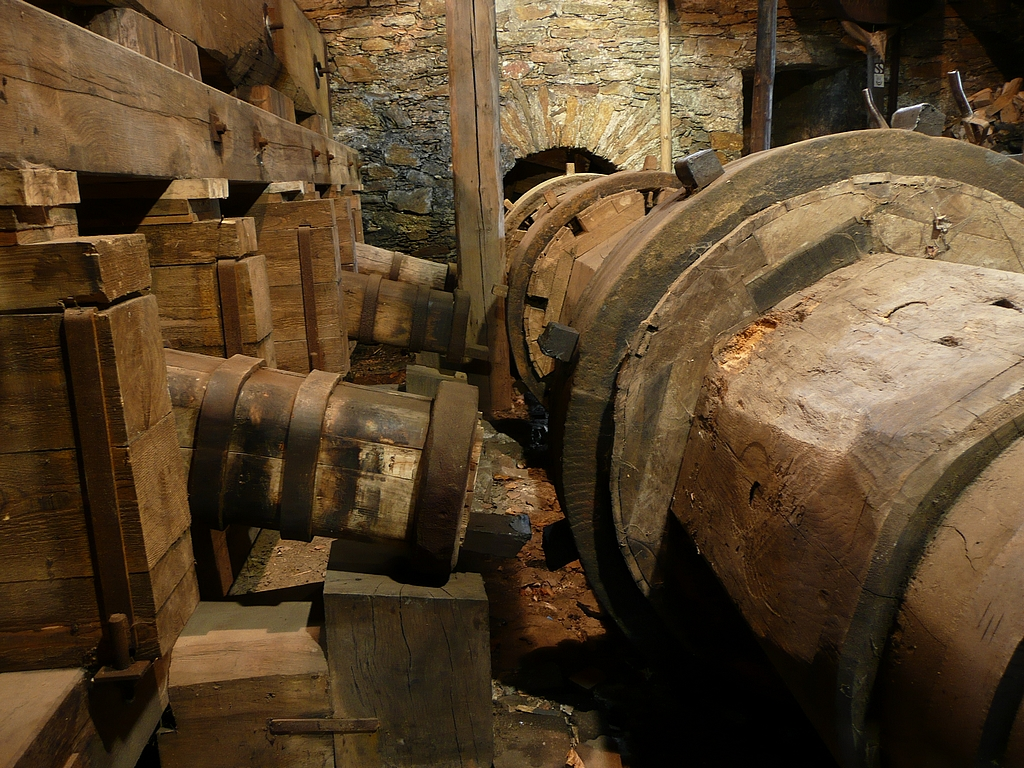
Wasserradgetriebene Antriebswelle in der Saigerhütte Grünthal. Jeder der drei Nockenkränze mit je zehn Nocken bewegt einen Schwanzhammer. Die 11 Meter lange Eichenholzwelle hat einen Durchmesser von 1 Meter. Sie wiegt samt Nockenringen ca. 8 Tonnen.

Ein Schwanzhammer ist eine Bauart des Stielhammers und gehört zur Gruppe der wassergetriebenen mechanischen Fallhämmer. Diese Bauart war ab dem Spätmittelalter im Einsatz und wurde Ende des 19. Jahrhunderts mit der allgemeinen Nutzung elektrischen Stroms durch effektivere Arten wie den Federhammer und später den Lufthammer abgelöst.

## Aufbau und Funktionsweise

Animation eines Schwanzhammers

Schwanzhämmer bestehen aus einem eisernen Hammerkopf, welcher als „Bär“ bezeichnet wird, einem Stiel, der „Helm“ heißt, sowie einer wassergetriebenen Nockenwelle, die als „Daumenwelle“ bezeichnet wird. Die Finne des „Bären“ wurde zur längeren Haltbarkeit häufig verstählt.
Bisweilen hatte der „Bär“ an der Unterseite eine „Aufnahme“. In diese „Aufnahme“ wurde das obere Gesenk bzw. der obere Sattel eingesetzt. Das Gegenstück zum oberen Gesenk bildet das untere Gesenk bzw. der untere Sattel.
Das untere Gesenk oder auch ein Amboss ist auf der sogenannten Schabotte gelagert. Die Schabotte besteht meist aus einem auf dem Boden aufgesetzten großen, feststehenden Holzklotz. Auf etwa zwei Dritteln seiner Länge ist eine Achse durch den „Helm“ geführt, auf welcher sich der Hammer ähnlich wie auf einer Wippe auf und ab bewegen kann. Die Achse ist in einem Gerüst oder der Gebäudewand freidrehend gelagert. An der Seite des „Helmes“, die der Daumenwelle zugewandt ist, ist ein massiver Eisendorn montiert. Auf diesen Eisendorn schlagen die an der Daumenwelle befestigten Nocken auf, sobald sich die Welle zu drehen beginnt. Diese Nocken werden als „Frösche“ bezeichnet. Die „Frösche“ drücken nun den hinteren Teil des Helmes, welcher als „Schwanz“ bezeichnet wird und so dem Hammer seinen Namen verleiht, nach unten. Hierdurch hebt sich das gegenüberliegende Ende des Helmes mitsamt dem „Bären“ von der Schabotte ab. Sobald der „Frosch“ durch das Weiterdrehen der Daumenwelle den „Schwanz“ freigibt, schlägt der „Bär“ auf Schabotte und Amboss auf. Zwischen Amboss und „Bär“ kann jetzt Eisen geschmiedet werden. Diese Technik wurde in Hammerwerken verwandt und charakteristischerweise von einem Wasserrad angetrieben. Diese waren im Normalfall mittel- oder oberschlächtig.
Schwanzhämmer wurden in Sensenhämmern verwendet, sie wurden aber vor allem zur Herstellung von Schmiedeeisen aus Eisenschwamm (Luppen) eingesetzt, um Halbzeug, wie z. B. Stabeisen oder Schienen, zu formen. Später ging man dazu über, aufgrund der höheren Kraft mit „Aufwurf-“ bzw. Reckhämmern zu arbeiten.

## Galerie

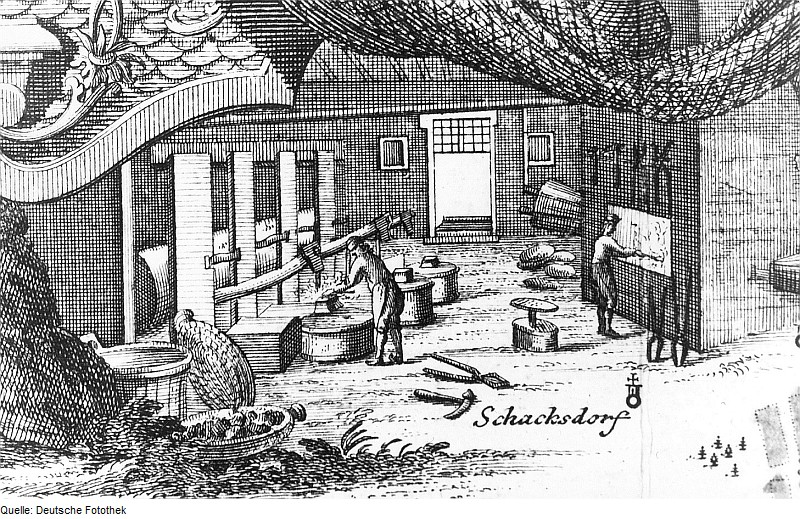
Historische Darstellung eines Hammerwerks mit drei Schwanzhämmern (Anfang des 18. Jahrhunderts)
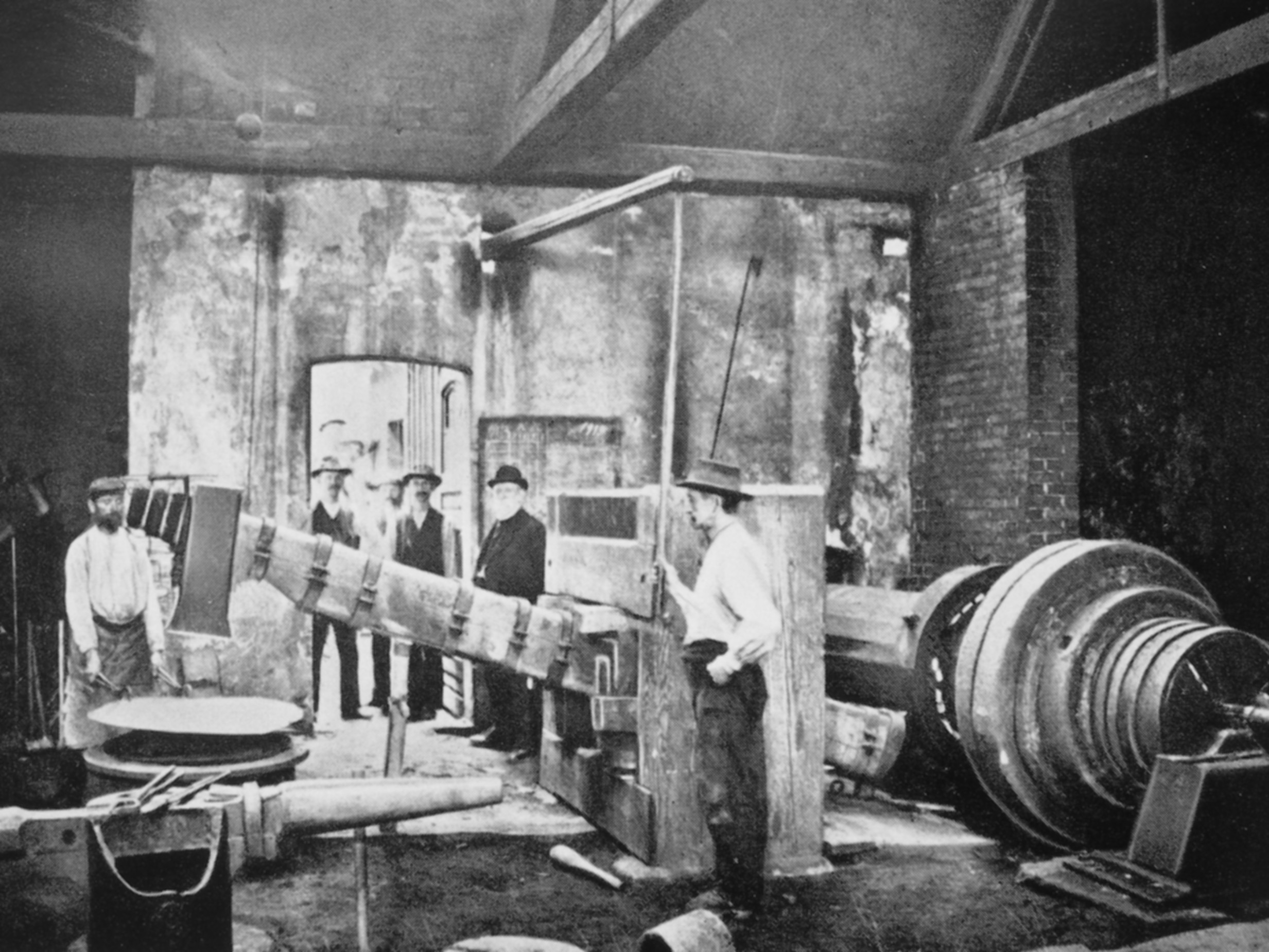
Historische Aufnahme eines polnischen Hammerwerkes mit Schwanzhämmern (um 1900)
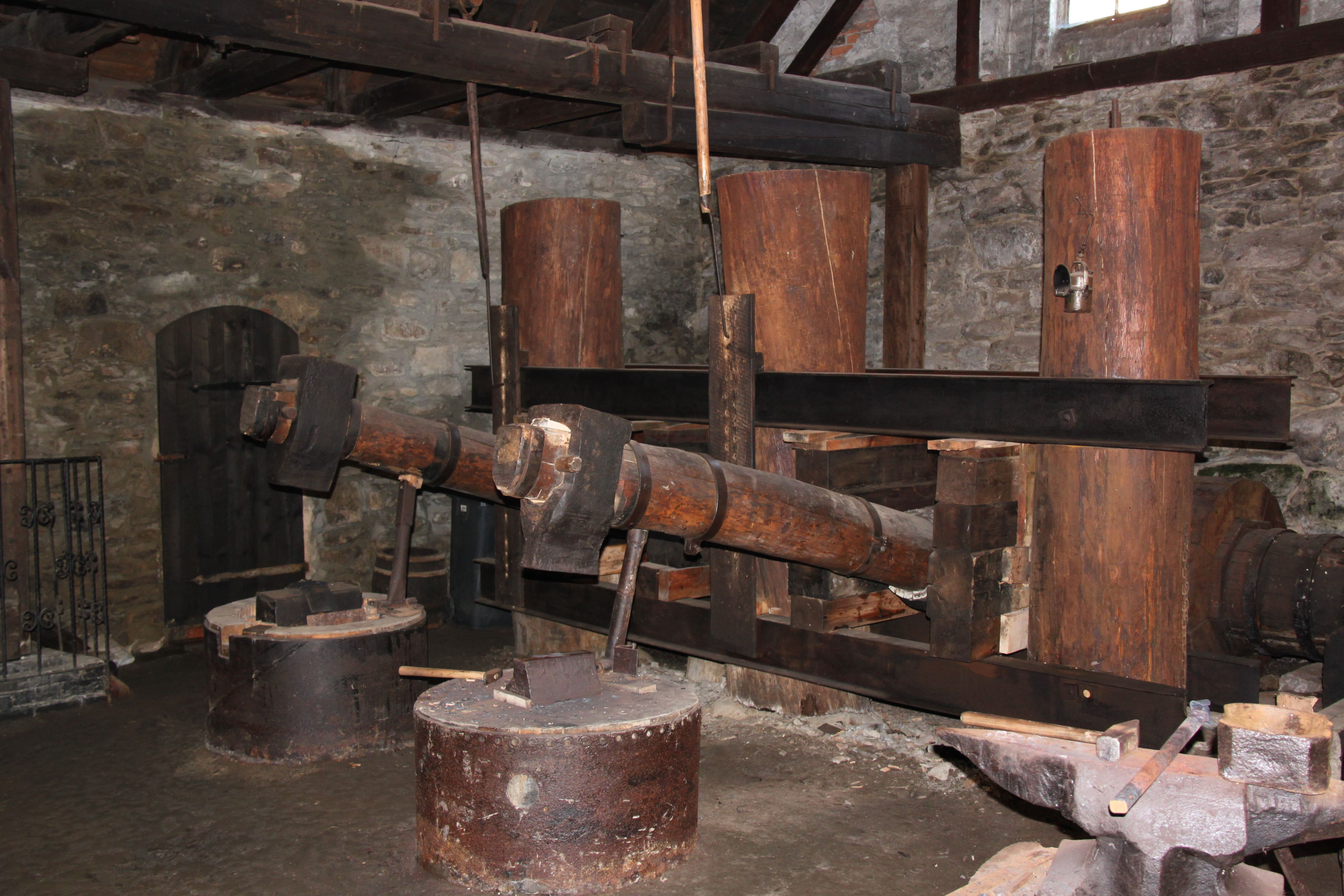
Blick auf das Hammergerüst des Eisenhammers Dorfchemnitz
- Video: Einbau eines neuen Hammerstocks
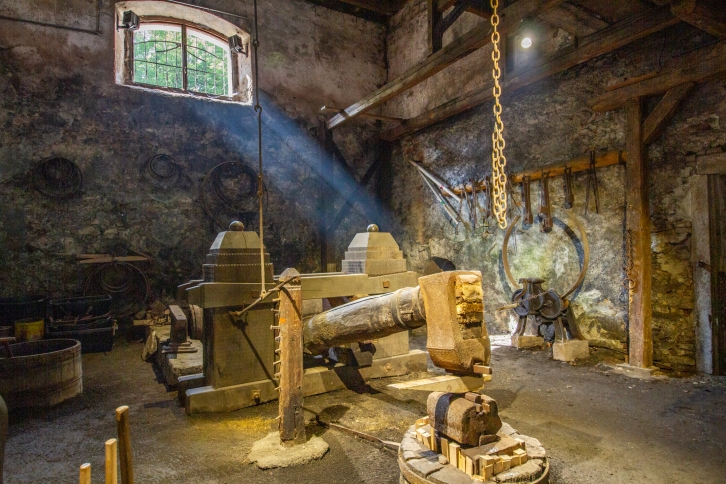
Hammerschmiede Pehn, Aggsbach Dorf, NÖ

## Erhaltene Zeugnisse
- Drei historische Schwanzhämmer sind in der Wappenschmiede Elmstein erhalten
- Ein historischer Schwanzhammer in der Hammerschmiede Pehn in Aggsbach Dorf, NÖ erhalten und betriebsbereit.
- Drei historische Schwanzhämmer sind im Sensenhammer im LWL - Freilichtmuseum Hagen ausgestellt .